# Campeonato de Gales de Rugby 2015-16
El Campeonato de Rugby de Gales (Principality Premiership) de 2015-16 fue la vigésimo sexta edición del principal torneo de rugby de Gales.

## Sistema de disputa
El torneo se disputó en formato de todos contra todos en la que cada equipo enfrentó en condición de local y visitante a cada uno de sus rivales, los primeros tres equipos de la fase regular clasifican a la postemporada.

## Clasificación
| Pos. | Equipo           | Encuentros | Encuentros | Encuentros | Encuentros | Tantos | Tantos | Tantos | Puntos Bonus | Puntos |
| Pos. | Equipo           | PJ         | PG         | PE         | PP         | F      | C      | Dif    | Puntos Bonus | Puntos |
| ---- | ---------------- | ---------- | ---------- | ---------- | ---------- | ------ | ------ | ------ | ------------ | ------ |
| 1    | Pontypridd RFC   | 22         | 17         | 0          | 5          | 678    | 434    | +244   | 13           | 81     |
| 2    | Llandovery RFC   | 22         | 15         | 0          | 7          | 644    | 374    | +270   | 17           | 77     |
| 3    | Ebbw Vale        | 22         | 16         | 0          | 6          | 508    | 394    | +114   | 10           | 74     |
| 4    | Cross Keys RFC   | 22         | 15         | 1          | 6          | 600    | 468    | +132   | 11           | 73     |
| 5    | Aberavon RFC     | 22         | 13         | 2          | 7          | 544    | 428    | +116   | 14           | 70     |
| 6    | Newport RFC      | 22         | 12         | 0          | 10         | 608    | 556    | +52    | 19           | 67     |
| 7    | Bedwas RFC       | 22         | 10         | 0          | 12         | 562    | 550    | +12    | 16           | 56     |
| 8    | Llanelli RFC     | 22         | 10         | 0          | 12         | 634    | 650    | -16    | 12           | 52     |
| 9    | Cardiff RFC      | 22         | 8          | 0          | 14         | 492    | 676    | -184   | 11           | 43     |
| 10   | Bridgend RFC     | 22         | 7          | 0          | 15         | 338    | 630    | -292   | 6            | 34     |
| 11   | Carmarthen Quins | 22         | 6          | 0          | 16         | 464    | 582    | -118   | 10           | 34     |
| 12   | Neath RFC        | 22         | 1          | 1          | 20         | 388    | 718    | -330   | 10           | 16     |

|  | Clasificado a la final.   |
|  | Clasificados a semifinal. |

### Semifinal
| 8 de mayo de 2016 | Llandovery RFC | 16 - 20 | Ebbw Vale RFC |  |  |

### Final
| 15 de mayo de 2016 | Pontypridd RFC | 12 - 38 | Ebbw Vale |  |  |

| Bandera de Gales  |
| Campeón Ebbw Vale |
| Primer título     |